# 6.ª Flotilla U-boat
La sexta flotilla de submarinos alemana (en alemán 6. Unterseebootsflottille ), también conocida como la Hundius Flotilla, fue una unidad de primera línea de la Kriegsmarine de la Alemania nazi antes y durante la Segunda Guerra Mundial .
Formado el 1 de octubre de 1938 en Kiel bajo el mando del Korvettenkapitän Werner Hartmann, fue nombrado en honor al Kapitänleutnant Paul Hundius, comandante de un submarino durante la Primera Guerra Mundial, que murió el 16 de septiembre de 1918 después de que su submarino el UB-103 fue hundido por cargas de profundidad del vapor británico Young Crow. La flotilla se disolvió en diciembre de 1939.
La flotilla se volvió a formar como "6ª Flotilla de submarinos" en julio de 1941 bajo el mando de Korvettenkapitän Georg-Wilhelm Schulz con su base en Danzig . Durante los primeros meses fue una flotilla de entrenamiento, pero cuando se trasladó a St. Nazaire en febrero de 1942 se convirtió en una flotilla de combate. Se disolvió en agosto de 1944, cuando los últimos barcos partieron de la base hacia Noruega .

## Comandantes de flotilla
| Comandante                            | Duración                               |
| ------------------------------------- | -------------------------------------- |
| Korvettenkapitan Werner Hartmann      | octubre de 1938 – diciembre de 1939    |
| Korvettenkapitän Georg-Wilhelm Schulz | septiembre de 1941 – noviembre de 1943 |
| Capitán de Navío Carl Emmermann       | noviembre de 1942 – agosto de 1944     |

## Submarinos asignados
Cada uno de los siguientes barcos sirvió con la sexta flotilla en algún momento:
- U-37
- U-38
- U-39
- U-40
- U-41
- U-42
- U-43
- U-44
- U-87
- U-136
- U-209
- U-223
- U-226
- U-228
- U-229
- U-237
- U-251
- U-252
- U-253
- U-260
- U-261
- U-264
- U-269
- U-270
- U-277
- U-290
- U-308
- U-312
- U-335
- U-340
- U-356
- U-357
- U-376
- U-377
- U-380
- U-385
- U-386
- U-404
- U-405
- U-411
- U-414
- U-417
- U-436
- U-437
- U-445
- U-456
- U-457
- U-465
- U-477
- U-585
- U-586
- U-587
- U-588
- U-589
- U-590
- U-591
- U-592
- U-598
- U-608
- U-609
- U-610
- U-614
- U-616
- U-623
- U-626
- U-627
- U-640
- U-642
- U-648
- U-655
- U-658
- U-666
- U-668
- U-672
- U-673
- U-675
- U-680
- U-703
- U-705
- U-742
- U-756
- U-757
- U-758
- U-766
- U-964
- U-967
- U-972
- U-981
- U-982
- U-986
- U-999

- Datos: Q246607